# Кыземшек (Абайская область)
Кыземшек (каз. Қыземшек, до 1990 года — Щербаковка) — село в Жанасемейском районе Абайской области Казахстана. Входит в состав Знаменского сельского округа. Код КАТО — 632851200.

## Население
В 1999 году население села составляло 288 человек (156 мужчин и 132 женщины). По данным переписи 2009 года, в селе проживало 250 человек (144 мужчины и 106 женщин).